# 诺福克 (纽约州)
诺福克（英語：Norfolk）是位于美国纽约州聖老楞佐縣的一座城鎮。根據2010年美國人口普查，此城鎮之人口有4,668人。

## 地理
根據美国普查局，此城鎮總面積為57.7平方英里（149.5平方公里），其中56.9平方英里（147.4平方公里）為陸域；0.9平方英里（2.2平方公里）為水域。
拉奎特河流經該鎮北部。56號紐約州州道南北通過該城鎮。

## 名人
- 威廉·P·罗杰斯：美国前国务卿